# Robert Cado
Pour les articles homonymes, voir Cado.
Robert Cado est un architecte français. Il est l’auteur de villas balnéaires de La Baule à partir des années 1930.

## Biographie
Robert Cado est l’auteur de nombreuses villas balnéaires de La Baule à partir des années 1930. On lui doit en particulier les projets :
- la villa Bel Aurore (1930[1]) ;
- la villa Clair Bois (vers 1925[2]) ;
- la villa Le Clos des Lilas (remaniement vers 1927 d’une villa d’une villa construite vers 1900[3]) ;
- la Ker Éole (vers 1926[4]) ;
- la villa Ker Marthe (remaniement en 1935 d’une villa de 1860[5]) ;
- la villa Paré à Virer (en 1938[6]) ;
- la villa Le Relais (vers 1930[7]) ;
- la villa Serpolette (vers 1935[8]) ;
- une villa balnéaire en 1941[9].

Il achève en 1946 la maison dite villa balnéaire Saint Kiriec commencée dès 1873 au Pouliguen par François Bougoüin.
Il est enregistré architecte de la Reconstruction sous le numéro d'agrément 3632.